# Trockenrasen nordwestlich Erfurt
Trockenrasen nordwestlich Erfurt este o arie protejată (arie specială de conservare — SAC, sit de importanță comunitară — SCI) din Germania întinsă pe o suprafață de 89 ha, integral pe uscat.

## Localizare
Centrul sitului Trockenrasen nordwestlich Erfurt este situat la coordonatele 51°01′58″N 10°57′15″E / 51.0328°N 10.9542°E.

## Înființare
Situl Trockenrasen nordwestlich Erfurt a fost declarat sit de importanță comunitară în iunie 2004 pentru a proteja 4 specii de animale. Situl a fost protejat și ca arie specială de conservare în iulie 2008.

## Biodiversitate
Situată în ecoregiunea continentală, aria protejată conține 5 habitate naturale: Cursuri de apă de la nivel de câmpie la nivel montan, cu vegetație Ranunculion fluitantis și Callitricho-Batrachion, Pajiști carstice calcaroase sau bazofile, de Alysso-Sedion albi, Pajiști uscate seminaturale și facies de acoperire cu tufișuri pe substraturi calcaroase (Festuco-Brometalia) (* situri importante pentru orhidee), Pajiști stepice subpanonice, Fânețe de joasă altitudine (Alopecurus pratensis, Sanguisorba officinalis).
La baza desemnării sitului se află mai multe specii protejate de  păsări (4): presură sură (Emberiza calandra), sfrâncioc roșiatic (Lanius collurio), pietrar sur (Oenanthe oenanthe), mărăcinar negru (Saxicola torquatus)
Pe lângă speciile protejate, pe teritoriul sitului au mai fost identificate 41 de specii de plante, 1 specie de păsări, 6 specii de mamifere, 95 de specii de nevertebrate, 1 specie de reptile.